# Hibisceae
Hibisceae es una tribu de plantas con flores de la familia Malvaceae.

## Géneros
| - Abelmoschus Medik. - Anotea (DC.) Kunth - Cenocentrum Gagnep. - Decaschistia Wight & Arn. - Fioria Mattei - Helicteropsis Hochr. - Hibiscadelphus Rock - Hibiscus L. - Humbertianthus Hochr. | - Humbertiella Hochr. - Kosteletzkya C.Presl - Macrostelia Hochr. - Malachra L. - Malvaviscus Fabr. - Megistostegium Hochr. - Papuodendron C.T.White - Pavonia Cav. - Peltaea (C.Presl) Standl. | - Perrierophytum Hochr. - Phragmocarpidium Krapov. - Radyera Bullock - Rojasimalva Fryxell - Senra Cav. - Symphyochlamys Gürke - Talipariti Fryxell - Urena L. - Wercklea Pittier & Standl. |